# Iñigo Pérez de Herrasti y Urquijo
Iñigo Pérez de Herrasti y Urquijo (Madrid, 1957) es un noble y activista político español. Es hijo de Ramón Pérez de Herrasti y Narváez, Marqués de Albayda y de Begoña Urquijo.

## Biografía
Nació en Madrid en 1957 como hijo primogénito de los Marqueses de Albayda y heredero al título, después de la muerte de su padre Ramón, renuncia a todos los títulos que le correspondían por su ideología antimonárquica.

## Vida política y estancias en prisión
Miembro de Alianza por la Unidad Nacional, fue detenido en el año 2000 por planear un atentado contra un autobús que transportaba a familiares de presos de Euskadi Ta Askatasuna y finalmente condenado a 14 años de prisión. En 2007 durante su estancia en prisión inició una huelga de hambre por según él “el trato de favor que estaban teniendo los presos de ETA”.
Ya siendo miembro de Alianza Nacional, fue detenido en el marco del Caso Blanquerna por participar junto a otras 14 personas en el asalto a la librería donde se estaba celebrando un acto por el día de la Diada de Sant Jordi.
Finalmente fue condenado a 2 años y 7 meses de prisión por los delitos de desórdenes públicos y contra el derecho de reunión. Después de varios recursos desestimados, ingresó en prisión el 15 de diciembre de 2021.